# Aaliyah
Aaliyah Dana Haughton (Brooklyn, 16. siječnja 1979. – Marsh Harbour, Bahami, 25. kolovoza 2001.), poznatija samo kao Aaliyah, bila je američka pjevačica, plesačica, glumica i model. Rođena je u Brooklynu, New York, a djetinjstvo je provela u Detroitu, Michigan. Već u ranom djetinjstvu pojavila se u showu Star Search, a jedno od prvih pjevačkih iskustava bilo je na koncertu poznate R&B i soul dive Gladys Knight. S 12 godina potpisala je ugovor s glazbenim kućama svog ujaka Barryja Hankersona – Jive Records i Blackground Records. Ujak ju upoznaje s R. Kellyjem, koji postaje njezin mentor, autor njezinih pjesama i producent njezinog debi albuma Age Ain't Nothing but a Number. Album je prodan u tri milijuna primjeraka u SAD-u, što joj je donijelo dvostruku platinastu naknadu kod Recording Industry Association of America (RIAA). Nakon što je optužena za ilegalno sklapanje braka s Kellyjem, raskida ugovor s Jiveom i potpisuje novi s Atlantic Recordsom.
Drugi album One in a Million za Aaliyah su producirali Timbaland i Missy Elliott. Album je prodan u 3,7 milijuna primjeraka u SAD-u i u preko osam milijuna primjeraka u svijetu. Godine 2000. Aaliyah dobiva ulogu u filmu Romeo mora umrijeti, za koji snima i glazbu, a osobito uspješna je pjesma "Try Again". Pjesma zauzima prvo mjesto Billboardove Hot 100 ljestvice singlova, iako je puštana samo preko radija, čime Aaliyah postaje prva pjevačica kojoj je to uspjelo. Aaliyah je s pjesmom Try Again dobila nagradu Grammy u kategoriji Najbolji ženski R&B izvođač.
Nakon završetka snimanja filma Romeo mora umrijeti, Aaliyah snima film Kraljica prokletih. Godine 2001. izdaje svoj treći i posljednji album Aaliyah. U kolovozu 2001. godine, Aaliyah i osam članova njezinog tima stradavaju u zrakoplovnoj nesreći na Bahamama, nakon snimanja videa za singl "Rock the Boat". Pilot zrakoplova Luis Morales III proglašen je odgovornim za nesreću, a u krvi su mu nađeni kokain i alkohol. Obitelj pjevačice podigla je tužbu protiv zrakoplovne tvtke Blackhawk International Airways, ali do presude nije došlo jer je postignuta nagodba izvan suda. Od tada njezina glazba postigla je ogroman uspjeh i nekoliko posmrtnih izdanja. S prodajom albuma u 24 do 32 milijuna kopija diljem svijeta, Aaliyah je doprinijela razvoju R&B i hip hop scene i zaslužila je nadimak Princeza R&B-a.

## Život i karijera

### Djetinjstvo
Aaliyah Dana Haughton rođena je 16. siječnja 1979. godine u Brooklynu, New York, kao drugo i najmlađe dijete Michaela i Diane Haughton. Još u ranom djetinjstvu majka ju je učila pjevanje, pa je Aaliyah nastupala na svadbama, u crkvenom zboru i na dobrotvornim organizacijama. U dobi od pet godina njezina obitelj seli u Detroit (Michigan) gdje provodi djetinjstvo sa starijim bratom Rashadom. Pohađa katoličku školu Gesu Elementary, gdje već u prvom razredu dobiva ulogu u mjuziklu Annie. Već tada postaje jasno da je ona rođeni zabavljač.
Njezina majka bila je pjevačica, a ujak Barry Hankerson odvjetnik u industriji zabave (oženjen za R&B i soul divu Gladys Knight). S 9 godina pojavila se na showu Star Search. Kao jedanaestogodišnjakinja pojavila se na koncertu dive Knight.

### Age Ain't Nothing but a Number(1991. – 1995.)
Nakon što je Barry Hankerson potpisao ugovor s Jive Recordsom, osniva Blackground Records i upisuje Aaliyah kao svoju prvu glazbenu nadu. Aaliyah je tada imala 12 godina. Kasnije Hankerson upoznaje Aaliyah s producentom R. Kellyjem, koji postaje njezin mentor, autor većine tekstova njenih pjesama i producent njezinog albuma Age Ain't Nothing but a Number (koji je sniman kad je Aaliyah imala samo 14 godina). Album je pušten u prodaju u lipnju 1994. godine i zauzeo je 18 mjesto ljestvice Billboard 200, a prodan je u preko tri milijuna kopija u SAD-u. Debi singl Back&Forth zauzeo je prvo mjesto ljestvice Billboard Hot R&B/Hip-Hop Songs i zadržao se na vrhu tri tjedna. Drugi singl At Your Best (You Are Love dospio je do šestog mjesta ljestvice Billboard Hot 100. Naslovna pjesma albuma Age Ain't Nothing but a Number zauzela je 75 mjesto ljestvici Billboard Hot 100. Na kraju, izlazi pjesma The Thing I Like kao dio singlova filma iz 1994. godine Detektiv za prljave poslove.
Usporedno s pojavom albuma Age Ain't Nothing but a Number počinju glasine o ljubavnoj vezi između Aaliyah i Kelly-ja. Uslijedile su glasine o njihovom tajnom vjenčanju, koje su kasnije i potvrđene. Prema podacima Vibe magazina, par se vjenčao 31. kolovoza 1994. godine u hotelu Sheraton u Rosemontu (Illinois). Aaliyah je tada imala samo 15 godina, pa je krivotvoren njezin datum rođenja na vjenčanom listu. Godine 1995. njezini su se roditelji izborili za se brak proglasi nevažećim. I Aaliyah i Kelly opovrgli su sve glasine o navodnom braku.

### One in a Million(1996. – 1999.)
Godine 1996. Aaliyah napušta Jive Records i potpisuje ugovor za Atlantic Records. Radi s producentima Timbalandom i Missy Elliott, koji su doprinijeli stvaranju njezina drugog albuma One in a Million. Izbacuju singl If Your Girl Only Knew koji osvaja prvo mjesto ljestvice Billboard Hot R&B/Hip-Hop Songs. Slijede singlovi Hot like Fire i 4 Page Letter. Sljedeće godine Aaliyah izdaje singl Up Jumps da Boogie s reperom i producentom Timbalandom i reperom Magoo-om. Album One in a Million prodan je u preko 3,7 milijuna kopija u SAD-u i preko 8 milijuna kopija diljem svijeta, a zauzeo je 18 mjesto na ljestvici Billboard 200.
Aaliyah je upisala školu glume u Detroitu, gdje je usavršavala filmski žanr dramu i maturirala 1997. godine s 4.0 prosjekom. Filmsku karijeru započinje iste godine, kada je glumila samu sebe u policijskoj seriji New York Undercover. U to vrijeme sudjelovala je na dobrotvornom koncertu za dobrobit djece u New Yorku. Sudjelovala je u stvaranju albuma i pjesama za animirani film Anastasia, izvodeći pjesmu Journey to the Past.  Istu pjesmu izvodila je na dodjeli nagrada Oscar 1998. godine, čime je postala najmlađa pjevačica kojoj je to uspjelo.

### Romeo mora umrijetii posljednji album (2000. – 2001.)
Godine 2000. Aaliyah dobiva svoju prvu glavnu ulogu u filmu Romeo mora umrijeti. Film je moderna verzija priče Romeo i Julija, Williama Shakespearea, gdje Aaliyah i Jet Li igraju par koji se zaljubljuje iako su njihove obitelji u sukobu. Film je zaradio 18,6 milijuna dolara u prvom tjednu prikazivanja. Usporedno s glumom, Aaliyah je snimila glazbu za film. Singl iz filma Try Again zauzima prvo mjesto na ljestvici Billboard Hot 100, i time Aaliyah postaje prva glazbenica kojoj je uspjelo zauzeti sam vrh ljestvice, bez da je izdala album. Spot za pjesmu nagrađen je na MTV-evim nagradama 2000. godine u kategoriji Najbolji ženski spot i Najbolji spot iz filma. Aaliyah je za ovu pjesmu dobila i Grammy u kategoriji Najbolji ženski R&B izvođač.
Nakon završetka snimanja filma, Aaliyah počinje rad na svojem drugom filmu Kraljica prokletih. U filmu glumi vampirsku kraljicu Akashu. Godine 2001., u srpnju objavljuje svoj posljednji album Aaliyah ,kojeg je producirao Timbaland. Album zauzima drugo mjesto na ljestvici Billboard 200 i prodan je u 187.000 kopija u prvom tjednu. Prvi singl albuma We Need a Resolution zauzeo je 59 mjesto na ljestvici Billboard Hot 100.

#### Pad zrakoplova, smrt i tužba
Dana 25. kolovoza 2001. godine u 6:45 Aaliyah i gotovo svi članovi njezinog tima poginuli su u padu Cessne 402B u Marsh Harbouru (Bahami), na putu prema zračnoj luci Opa-locka (Florida). Nakon završetka snimanja spota za pjesmu Rock the Boat, odlučili su krenuti na put, iako su morali putovati tek drugi dan. Donijeli su odluku da brzo napuste mjesto snimanja. Na cesnu su ukrcali svu opremu sa snimanja, iako su im kontrolori prtljage i pilot savjetovali da nešto od opreme ostave. Grupa nije bila svijesna da cesna ne može letjeti s toliko tereta, iako su kasnija istraživanja pokazala da je teret ipak bio unutar dopuštenog za cesnu. Cesna se srušila ubrzo nakon što je poletjela (na oko 60 metara) od točke polijetanja. Aaliyah, pilot Luis Morales III, frizer Eric Forman, Antony Dood, zaštitar Scott Gallin, video producent Douglas Kratz, stilist Christopher Maldonado, Keith Wallace i Gina Smith su poginuli.
Prema izvještaju mrtvozornika, Aaliyah je zadobila "teške opekotine i udarac u glavu" i pretrpila težak šok. Mrtvozornik je zaključio da, i ako bi Aaliyah uspjela preživjeti pad, njezin oporavak bio bi nemoguć jer su ozljede bile preozbiljne. Prema izvješću National Transportation Safety Board (NTSB) cesna nije propisno uzletjela, a uspostavilo se i da pilot nije imao dozvolu za let. Pilot Morales na prevaru je dobio dozvolu za upravljanjem aviona, prikazujući u svom izvješću stotine satova leta avionom, koje nikad nije odvozio. Pretpostavlja se da je, da bi dobio posao, prevario i svog poslodavca. Prema autopsiji, Morales je u svom tijelu imao tragove kokaina i alkohola. Naknadna istraživanja pokazala su da je cesna prekoračila dopuštenu težinu za oko 300 kilograma i prevozila je jednog putnika više nego što je to dopušteno.
Aaliyahin sprovod održao se 31. kolovoza 2001. godine u New Yorku. Njezino tijelo bilo je položeno u srebrni lijes, a prevozila ga je staklena kočija koju su vukli konji. Na privatnoj ceremoniji bilo je prisutno oko 800 ožalošćenih prijatelja i rodbine, među kojima su bili Missy Elliott, Timbaland, Gladys Knight, Lil' Kim i Sean Combs. Nakon sprovoda puštena su 22 bijela goluba kao simbol godina koje je Aaliyah provela na ovom svijetu. Aaliyah je nakon ceremonije kremirana.
Dan pada cesne bio je Moralesov prvi slubeni radni dan u Blackhawk International Airwaysu, pa još nije bio službeni prijavljen kao njihov zaposlenik. Rezultat takve slučajnosti bila je presuda koja je oslobodila ovu tvrtku bilo kakve odgovornosti. Aaliyahini roditelji morali su se zadovoljiti izvansudskom nagodbom.

### Posmrtna priznanja
Tjedan nakon Aaliyahine smrti, njezin posljednji album Aaliyah zauzeo je prvo mjesto ljestvice Billboard 200. Rock the Boat bio je postumni singl, koji je pokorio sve svjetske ljestvice, a bio je i dio kompilacije Now That's What I Call Music! 8. Zarada ove kompilacije bila je donirana Memorijalnom fondu Aaliyah. Album je postigao dvostruku platinastu naknadu i prodan je u 2,6 milijuna primjeraka u SAD-u.
Aaliyah je nagrađena s dvije poshumne nagrade, Oscar 2002. godine u kategoriji Najbolji ženski R&B izvođač i Najbolji R&B/Soul album za Aaliyah. Njezin drugi i posljednji film, Kraljica prokletih izdan je 2002. godine i zaradio je 15,2 milijuna $ u prvom tjednu. U prosincu 2002. godine izdan je prvi posmrtni album koji se sastojao od skupljenog i neobjavljenog materijala. Sav prikupljen novac doniran je Aaliyahin fond koji pomaže osobama koje boluju od raka. U kolovozu 2003. godine Christian Dior je predstavio kolekciju posvećenu Aaliyah i svu je zaradu donirao u nezin fond.
Aaliyah se morala pojaviti u nekoliko filmova (uključujući i film Honey, gdje ju je zamijenila Jessica Alba), što je njezina smrt spriječila. Reprodukcija filma Sparkle otkazana je u čast Aaliyah, jer je glavna uloga bila namijenjena njoj. Prije smrti, ona je snimila nekoliko scena za film The Matrix Reloaded, a bila je odabrana i za ulogu Zee u The Matrix Revolutions. Scene koje je snimila kasnije su uključene u kolekciju Matrix Ultimate Collection. Drugi kompilacijski album objavljen je 2005. godine i sastavljen je od tri CD-a i jednog DVD-a koji uključuju najveće hitove Aaliyah.

## Glazbeni stil i imidž
Aaliyah je pjevala sopran. Ona sama je svoj glas opisala kao „ulični, ali slatki“, što odaje da je njezin nježan glas prožet jakim ritmom. Ona nije napisala ni jednu od svojih pjesama, a u svojim je pjesmama komponirala R&B, pop i hip hop. Njezine su pjesme često bile bez tempa, a uključivale su samo „tonove iz srca“. Njezina eksperimentiranja s Latinskim popom i heavy metalom oštro su iskritizirana. Svakim sljedećim albumom vidio se njezin napredak i glazbeno sazrijevanje.
Aaliyah je često isticala da ispiraciju pronalazi u mnogim glazbenicima, kao što su Michael Jackson, Stevie Wonder, Sade, En Vogue, Nine Inch Nails, Korn, Prince, Naughy by Nature, Johnny Mathis i Janet Jackson. Isticala je da je Jacksonov Thriller bio njezin omiljeni album i da ga ništa ne može zamijeniti. Rekla je da obožava Sade zato što „ona ostaje vjerna svojem stilu bez obzira na sve... ona je nevjerojatna umjetnica, nevjerojatan izvođač... i stvarno ju obožavam.“. Govorila je da je oduvijek htjela raditi s Janet Jackson i snimiti duet s njom.
Aaliyah je brinula o svom imidžu tijekom svoje karijere. Često je nosila vrečastu odjeću i sunčane naočale, govoreći da želi biti svoja. Opisujući svoj stil rekla je da je „važno razlikovati se od ostatka čopora“. Često je nosila crnu odjeću čime je započela trend nošenja takve odjeće u SAD-u i Japanu. Kada je promijenila frizuru prihvatila je savjet svoje majke da kosom pokrije lijevo oko, pa je i to postao prihvaćen trend u frizurama. Godine 1998. zaposlila je privatnog trenera koji je brinuo o njezinom izgledu, vježbala je pet puta tjedno i jela dijetnu hranu. Bila je poznata po svom imidžu i prihvaćanju moralnih vrijednostima.

## Ostavština
Aaliyah je doprinijela popularizaciji R&B i hip hop glazbe 1990-ih godina. Njezin drugi album One in a Million postao je jedan od najutjecajnijih R&B albuma desetljeća. Kako je prodala 8,1 milijun albuma u SAD-u i oko 24 do 32 milijuna albuma diljem svijeta, proglašena je „ Princezom R&B-a“. Godine 2001. MTV-eve nagrade posvećene su njoj u čast. Iste godine ime Aaliyah rangirano je kao jedno od 100 najpopularnijih imena novorođenih djevojčica. Aaliyah je uvrštena u mnoge ljestvice sex simbola i pjevačkih i plesnih zvijezda.

## Diskografija

### Studijski albumi
- 1994.: Age Ain't Nothing But a Number
- 1996.: One in a Million
- 2001.:  Aaliyah

### Kompilacije
- 2002.: I Care 4 U
- 2005.: Ultimate Aaliyah

## Filmografija
| Godina | Naziv filma         | Uloga           |
| ------ | ------------------- | --------------- |
| 1997.  | New York Undercover | Glumi samu sebe |
| 2000.  | Romeo mora umrijeti | Trish O'Day     |
| 2002.  | Kraljica prokletih  | Kraljica Akasha |

## Vanjske poveznice
- Službena stranica
- Aaliyah u internetskoj bazi filmova IMDb-u (engl.)